# Pewność (teoria decyzji)
Pewność – pojęcie z zakresu teorii decyzji, oznaczające sytuację, w której wybranie danego wariantu na pewno pociąga za sobą określone, znane konsekwencje.
Formalnie, decyzjami podejmowanymi w warunkach pewności nazywamy taką klasę problemów decyzyjnych, w której dla każdej decyzji prawdopodobieństwo wystąpienia jej konsekwencji wynosi 1.
Przykład: Decydujemy jakim środkiem transportu dotrzemy na miejsce, zbierając informacje wybieramy spośród następujących środków: pociąg (cena dojazdu na miejsce: 35 zł), samochód (50 zł), samolot (100 zł). Jedynym kryterium oceny decyzji jest minimalizacja kosztów przejazdu. Wybieramy pociąg. Każda decyzja na pewno pociągała za sobą określone konsekwencje, zatem decyzja została podjęta w warunkach pewności.
Pewność występuje też w sytuacji gdy określamy jakieś cechy zjawisk (np. "ogień parzy" albo "ten kolor to czerwony"). Jej źródłem nie są wtedy informacje zebrane na potrzeby podjęcia stojącej przed nami decyzji lecz towarzyszący nam przez całe życie proces poznawczy polegający na doznaniach własnych jak w przypadku ognia oraz na obserwacji sposobu definiowania zjawisk przez środowisko jak np. nazwa dla konkretnej długości fali świetlnej (czerwony).